# Jan Dušek (skladatel)
Jan Dušek (* 11. dubna 1985 Ústí nad Orlicí) je český hudební skladatel a klavírista.

## Život
Vystudoval Konzervatoř v Teplicích (klavír, skladba). V letech 2004–2012 studoval skladbu na Akademii múzických umění (Hanuš Bartoň), v roce 2012 zde dokončil doktorandské studiu téhož oboru. Od roku 2012 působí jako odborný asistent na katedře skladby Hudební fakulty Akademie múzických umění v Praze. Jako klavírista se zúčastnil několika mistrovských kurzů (Cyprien Katsaris, Irina Ossipova, Angela Hewitt), od října 2013 studuje soukromě hru na klavír ve Vídni u Roberta Lehrbaumera.
Jeho skladby jsou interpretovány předními sólisty a dirigenty (např. klarinetista Irvin Venyš, flétnistka Monika Štreitová, dirigent Petr Louženský) i komorní soubory a orchestry (např. Nederlands Blazers Ensemble, Holandsko; Epoque quartet; Orchestr BERG; Pražská komorní filharmonie; Pražský filharmonický sbor ad.). Jan Dušek je Společnosti Zdeňka Fibicha.

## Výběr ze skladeb
- Koncert pro klarinet a orchestr (2010–2011)
- Exclamatio muta pro velký dechový orchestr (2010)
- Koncertantní fantasie pro klavír, marimbu a orchestr (2006)
- Sonáta pro violu a klavír (2009)
- ... již za sedm dnů sešlu na zemi déšť... pro varhany, dva hráče na tympány a smyčcové kvarteto (2005)
- Chalomot jehudi'im pro soprán, dechový a smyčcový nástroj a smyčcový orchestr (2008)
- Gradace pro varhany (2007)
- Monology pro klavír (2007)

## Ocenění
Získal ceny a čestná uznání v soutěžích (Concertino Praga, Mezinárodní klavírní soutěž B. Smetany, Mezinárodní soutěž Zdeňka Fibicha v interpretaci melodramu). Pravidelně pořizuje nahrávky české hudby pro Český rozhlas. V roce 2006 mu byla udělena 1. cena na skladatelské soutěži Generace za skladbu „...již za sedm dnů sešlu na zemi déšť...“ a v roce 2007 na téže soutěži opět 1. cena za skladbu „Gradace pro varhany“. V soutěži NUBERG 2008 získal za skladbu „Chalomot jehudi'im“ Cenu veřejnosti, o rok později obdržel za tutéž skladbu Cenu Gideona Kleina. V roce 2010 získal jeho melodram „Pražský chodec” 2. cenu v Soutěži pro mladé umělce vyhlašované Městskou částí Praha 1, v téže soutěži pak za klavírní cyklus „Pražské zvony“ získal 3. cenu v roce 2012. Za hudbu k němému filmu "Dítě ghetta" získal v soutěži NuBERG 2011 Cenu veřejnosti, za hudbu k celovečernímu němému filmu Ost und West získal v následujícím ročníku téže soutěže Cenu mladých.
- 2002 – Concertino Praga – Čestné uznání (obor komorní hra spolu s klarinetistou Petrem Kubíkem)
- 2004 – 26.Mezinárodní klavírní soutěž Bedřicha Smetany – Čestné uznání I.stupně ve II.kategorii (do 20let)
- 2004 – Soutěžní přehlídka konzervatoří – Čestné uznání III.kategorie
- 2006 – Generace 2006 - I. cena za skladbu "... již za sedm dnů sešlu na zemi déšť..."
- 2007 – Generace 2007 - I. cena za skladbu "Gradace pro varhany"
- 2008 – NuBerg 2008 - cena veřejnosti za skladbu "Chalomot jehudi'im"
- 2009 – Cena Gideona Kleina za skladbu "Chalomot jehudi'im"
- 2010 – 6. Mezinárodní soutěž Zdeňka Fibicha v interpretaci melodramu – 2. cena (spolu s hercem Radkem Valentou)
- 2010 – Soutěž pro mladé umělce do 30 let - Praha 1 – 2. cena v kategorii hudba za skladbu "Pražský chodec"